# Jucemar
Jucemar Luiz Domingos Ambrózio est un footballeur brésilien né le 29 juillet 1980 à Criciúma. Il est latéral droit.

## Carrière
- 1998-2004 : Coritiba FC  Brésil
- 2004 : EC Taubaté  Brésil
- 2005 : Coritiba FC  Brésil
- 2006 : EC Bahia  Brésil
- 2007 : Grêmio Porto Alegre  Brésil
- 2007-2009 : Dinamo Tbilissi  Géorgie

## Palmarès
- Champion de l'État du Rio Grande do Sul en 2007 (Grêmio Porto Alegre)
- Vainqueur de la Coupe de Géorgie en 2009 (Dinamo Tbilissi)